# Barville, Orne
Barville är en kommun i departementet Orne i regionen Normandie i nordvästra Frankrike. Kommunen ligger i kantonen Pervenchères som tillhör arrondissementet Mortagne-au-Perche. År 2022 hade Barville 185 invånare.

## Befolkningsutveckling
Antalet invånare i kommunen Barville
| Referens: INSEE |